# Nuevo Yajalón
Nuevo Yajalón är en ort i Mexiko.   Den ligger i kommunen Palenque och delstaten Chiapas, i den sydöstra delen av landet, 800 km öster om huvudstaden Mexico City. Nuevo Yajalón ligger 154 meter över havet och antalet invånare är 226.
Terrängen runt Nuevo Yajalón är kuperad söderut, men norrut är den platt. Terrängen runt Nuevo Yajalón sluttar norrut. Runt Nuevo Yajalón är det ganska glesbefolkat, med 34 invånare per kvadratkilometer. Närmaste större samhälle är El Clavo, 4,5 km nordväst om Nuevo Yajalón. Omgivningarna runt Nuevo Yajalón är en mosaik av jordbruksmark och naturlig växtlighet.